# Hawa Abdallah Mohammed Salih

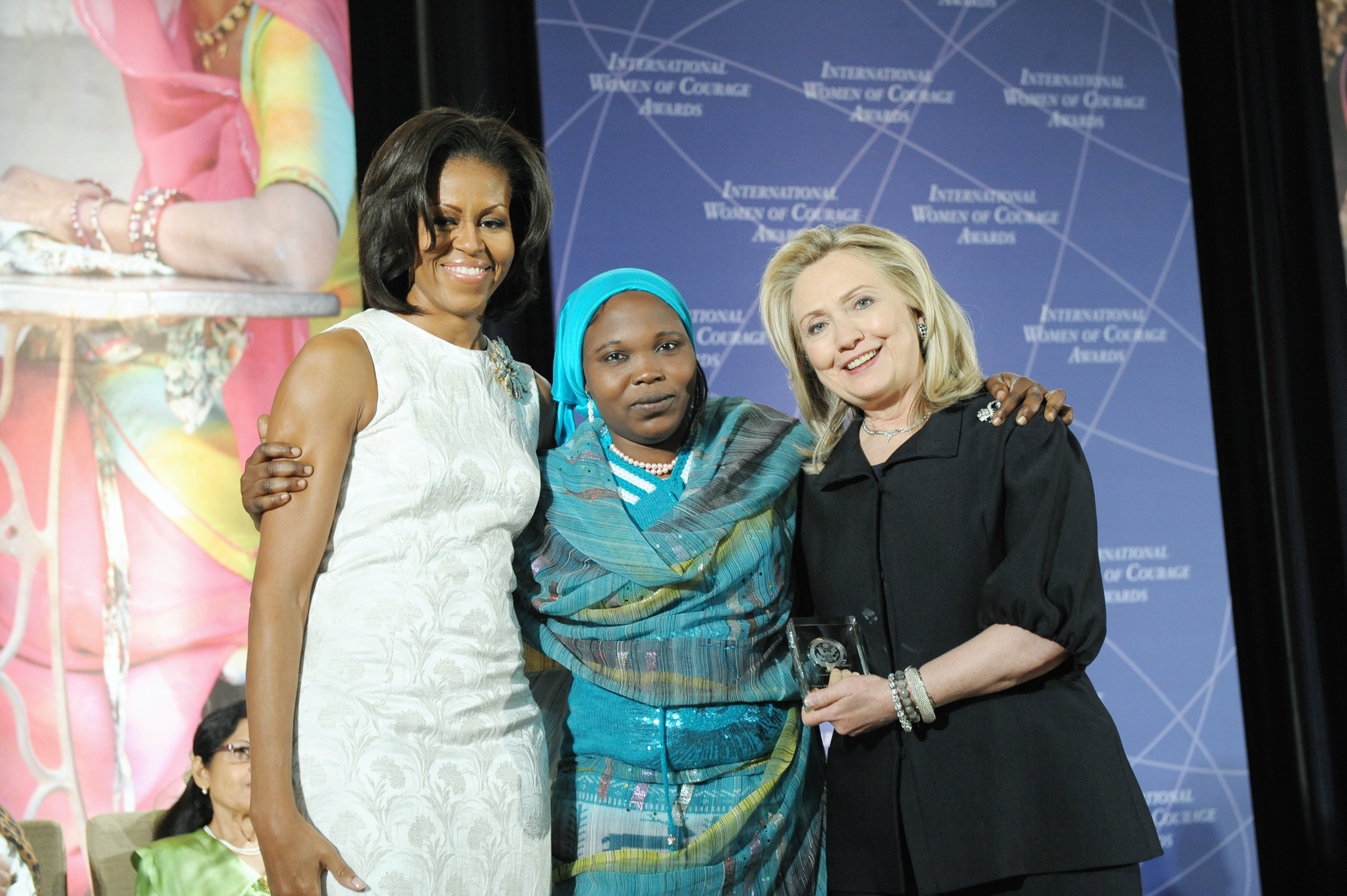
Salih với Michelle Obama và Hillary Clinton.

Hawa Abdallah Mohammed Salih (tiếng Ả Rập: حواء عبد الله محمد الح) là một nhà hoạt động người Sudan. Cô sinh ra ở Bắc Darfur nhưng phải rời đi do giao tranh ác liệt giữa các lực lượng chính phủ và phiến quân Darfuri. Cô chuyển đến Abu Shouk bên trong trại tị nạn của những người di tản, nơi cô làm việc với các quan chức Liên Hợp Quốc và IRC của Mỹ để truyền bá thông tin và nhận thức về các điều kiện đảm bảo trong trại tị nạn. Vì công việc của mình, cô đã bị bắt ba lần và bị bắt cóc hai lần khác bởi An ninh Quốc gia và có lúc bị giam giữ, kể cả một lần vào năm 2011 khi cô bị giam giữ kéo dài hai tháng và còn bị tra tấn và hãm hiếp trong nhà tù tiểu bang ở Khartoum. Cô đã phải chạy trốn khỏi Sudan vào năm 2011 do quá sức chịu đựng.
Cô nhận dược được giải thưởng Phụ nữ can đảm quốc tế năm 2012 do sự can đảm của cô. Giải do Bộ ngoại giao Hoa Kỳ trao hàng năm, cho những phụ nữ can đảm đến từ nhiều quốc gia, xứng đáng với các tiêu chuẩn của giải.
Cô đã giành được tị nạn tại Hoa Kỳ cũng nhờ giải thưởng này và nhờ sự can đảm của mình. Cô được Mary Gay Scanlon đại diện trên cơ sở chuyên nghiệp, sau này là thành viên của Hạ viện Hoa Kỳ từ Pennsylvania ủng hộ.